# غراهام شو (لاعب كريكت)
غراهام شو (14 مارس 1962 في المملكة المتحدة - )  (بالإنجليزية: Graham Shaw)‏ هو لاعب كريكت بريطاني. لعب مع Durham Cricket Board ‏.